# Hideyuki Imakura
Hideyuki Imakura (今倉 秀之 Imakura Hideyuki?,  nacido el 3 de junio de 1972 en Saitama) es un exfutbolista japonés que se desempeñaba como delantero.

## Trayectoria

### Clubes
| Club       | País  | Año         |
| ---------- | ----- | ----------- |
| Urawa Reds | Japón | 1991 - 1994 |